# 日産・プリメーラ
プリメーラ（PRIMERA）は、日産自動車が生産・販売していた乗用車である。

## 概要
先代にあたるオースター(欧州名ブルーバード)同様主にイギリスと日本の工場で生産・販売された。日本国内における販売期間は1990年（平成2年）から2005年（平成17年）末までの15年間。欧州でも生産・販売期間は2008年末まで行われ18年間で終了となった。特に初代モデル・2代目モデルはスポーツ志向が強く、主に20歳代から40歳代の比較的若い年齢層をターゲットとしている。
ボディタイプは4ドアノッチバックセダン、ステーションワゴン（初代のみアベニールの同型車）、5ドアハッチバックセダンの3種類を持つ。初代モデルは、徹底的に欧州車を意識しており、きびきびとしたハンドリングと高い直進安定性を備えていたが、日本ではその乗り心地の硬さに、当初多くのクレームが寄せられたほどで、マイナーチェンジで足回りを改善した。

## 初代 P10型/W10型系（1990年 - 1995年）
1990年代初頭当時の日本の自動車市場はハイソカーブーム真っ盛りの時期であり、スタイリングを重視するあまり全高が低く居住性で劣る4ドアハードトップが主流であった中で、本車は異色の存在であった。車両パッケージングの開発には後にR35型GT-Rの開発責任者となる水野和敏が参画していた。
欧州市場へ投入することからスタイリング、動的性能、実用性、パッケージングなど、すべての面で欧州車を強く意識して開発され、フォルクスワーゲン・サンタナのノックダウン生産で得たノウハウも生かされた。901運動から生まれたフロントマルチリンクサスペンションによるハンドリングの評価は特に高く、発表当時には「（乗り心地を度外視すれば）欧州車を超えた」とすら評された。欧州車と対等に渡り合える初の日本車として、欧州車から乗り換えるユーザーも見られた。
日本市場ではバブル崩壊に伴うユーザーのベーシック志向への回帰と相まって、高級感や煌びやかさを追わず高い基本性能と実用本位のパッケージングを持ったプリメーラは、モデルライフを通じて堅調な販売実績を誇った。「プリメーラパッケージ」と称したその室内は、当時日本国内で流行した目先の高級感よりも使い勝手や居住空間を最優先した造りとなっており、コンパクトな車体ながら室内は当時のクラス最大級の広さを誇るもので、スタイリングも居住性と空力性能をバランスよく両立させただけでなく機能的に洗練されたものであり、トランクには当時の日本車では数少ないアームがトランクルームに入り込まないパンタグラフ式の金具を採用するなど、使い勝手への配慮が数多くみられる。
欧州市場でもヨーロッパ・カー・オブ・ザ・イヤーで日本車初の2位を獲得するなど、その評価は異例なほど高かった。北米市場にもインフィニティチャンネルからG20として投入されている。
- 1989年10月 第28回東京モーターショーにコンセプトカー「PRIMERA-X」を出品。なお、この車両はフランクフルトショーにおいては「UV-X」として出品。
- 1990年2月 日欧両市場に投入。ボディタイプは日本国内では4ドアセダンのみ、欧州や台湾市場には5ドアハッチバックも存在し、一部は日本にも輸入されている (2.0eGT/2.0SLX) 。日本仕様は1.8L/2.0LのSR型エンジンに5速MT、または4速ATの組み合わせである。SR20DE搭載車はハイオクガソリン仕様である[注釈 3]。フロント・リヤのエンブレムに日産のCIを取り入れた最初の車種でもある。
- 1990年7月 北米でインフィニティ・G20を発表。
- 1990年秋 英国サンダーランド工場で現地生産開始。
- 1990年10月23日 「T4」（4WD車）を追加。SR20DEにU12型ブルーバード等で採用されていた4WDシステム「ATTESA」の組み合わせ。「Te」と同様のフルエアロスポイラーもメーカーオプションで選択可能だった。あわせて、2WD車全車にビスカスLSDをオプション設定、2.0Teにハイマウントストップランプ付リアスポイラーを標準装備した。[2]
- 1991年4月 従来の日産プリンス販売会社と日産チェリー販売会社に加え、新たに、日産サニー販売会社（現・日産サティオ店）でも販売開始。
- 1991年5月1日 ヨーロッパ各賞受賞記念車として、CDプレーヤーや電子制御アクティブサウンドシステム、専用ボディカラーとしてスーパーレッドを設定した「Te-r」を7月までの期間限定で発売。[3]
- 1991年10月14日 英国生産の5ドアハッチバックが日本へ輸入開始。SR20DEエンジン、4速AT、ABS、フォグランプ、ヒーター付ドアミラーを装備した「eGT」の1グレードで、ボディ色は黒とガンメタリックの2色のみであった。ハッチバック化により約70kgの重量増となり、ボディ後部の形状以外の外観上の差異は緑の着色ガラス、ベルギーのレメルツ社製アルミホイール、左右スカットル部の「United Kingdom」のデカールであった。内装は黒地に白ステッチの平織物1種類のみで、ヘッドレスト付きの後部座席は左右分割のダブルフォールディング方式を採用していた。その他、ワインレッド色のヘッドカバー、フロントウインドシールド直付けのインナーリアビューミラー、照度調節機能付の計器盤は通常AT車に装備されるギアポジションインジケータの代わりに油圧計が装備されるなど、日本国内生産車との細かな差異があった。同時に4ドアセダンを一部改良し、安全装備として前後サイドドアビームの追加やハイマウントストップランプの標準化などを行った。[4]
- 1992年9月4日 4ドアセダンがマイナーチェンジ。1.8LエンジンがEGI化され、SR18Di型からSR18DE型に変更（これにより、馬力は110PS→125PS、燃費は13.2km/L→13.6km/Lと若干向上）。 2.0L車に電子制御ATを採用。2.0Lの一部グレードにフルフレックスショックアブソーバーの採用。ボディーカラーの追加、フロントターンシグナルランプのアンバー色化、ライセンスプレート取付面の黒色化など外装に若干の変更を受ける。内装はブラウンとブルーが廃止され、オフブラックに統一される。助手席パワーウィンドウスイッチをドアにも設置[注釈 4]。従来は4WD車のみに設定されていたトランクスルー、リアアームレスト、リアヘッドレストを2WDの一部グレード[注釈 5]に拡大採用。Tm、CiグレードにLセレクション仕様車の追加[注釈 6]。運転席エアバッグをオプション設定など。[5]
- 1993年1月6日 日産自動車60周年記念限定車として「1.8Ci-S 60th ANNIVERSARY」を発売。同年3月までの期間限定販売。[6]
- 1993年5月19日 エアコンを新冷媒に変更。可変コンプレッサーの廃止。60周年記念限定車として、「1.8Ci-S2 60th ANNIVERSARY」、「2.0Tm-F 60th ANNIVERSARY」を発売。なお、特別仕様車は同年7月末までの期間限定販売。[7]
- 1993年8月 一部改良。サイドシル部分のブラックアウト塗装の廃止など。
- 1993年11月5日 60周年記念限定車として、「1.8Ci-S3 60th ANNIVERSARY」、「2.0Tm-F2 60th ANNIVERSARY」を発売。なお、同年12月までの期間限定販売となる。[8]
- 1994年1月13日 特別仕様車「Ciクルーズ」、「Tmクルーズ」を発売。あわせて全車に新色のスポーティブラックツートーンを追加。[9]
- 1994年2月28日 5ドアハッチバックがマイナーチェンジ。フロントターンシグナルランプのアンバー色化、ボディカラーの入れ替え、エアコンを新冷媒に変更。一部装備の簡略化。ハイマウントストップランプ、電子制御AT、EGIを採用。助手席パワーウインドウスイッチをドアにも設置。運転席エアバッグをオプション設定など。[10]
- 1994年9月22日 4ドアセダンがマイナーチェンジ。全車、ホイールを14インチ化。運転席エアバッグを標準装備。助手席エアバッグをオプション設定。内外装を一部コストダウン。灰皿照明、グローブボックス照明、パワーウインドウ照明を廃止。オーテックバージョンと同仕様のスポーツスポイラーをTeにオプション設定。Tm-Sセレクション、Ciクルーズ仕様車の追加、Ts の廃止。[11]5ドアハッチバックの運転席エアバッグオプション設定を廃止など[注釈 7]。
- 1994年11月22日 オーテックジャパンより「オーテックバージョン」発売。
- 1995年1月11日 5ドアハッチバックがマイナーチェンジ。灰皿照明、グローブボックス照明、フロントパワーウインドウ照明を廃止。運転席エアバッグを標準装備。eGTの助手席にシートバックポケットを装備。5ドアハッチバック2.0SLX、4ドアセダン1.8SVを追加。[12]
- 1995年6月1日 円高差益還元で5ドアハッチバックの価格を10万円値下げ。[13]
- 1995年8月[14] 生産終了。在庫対応分のみの販売となる。
- 1995年9月 2代目と入れ替わる形で販売終了。販売終了前月までの新車登録台数の累計は33万9654台[15]

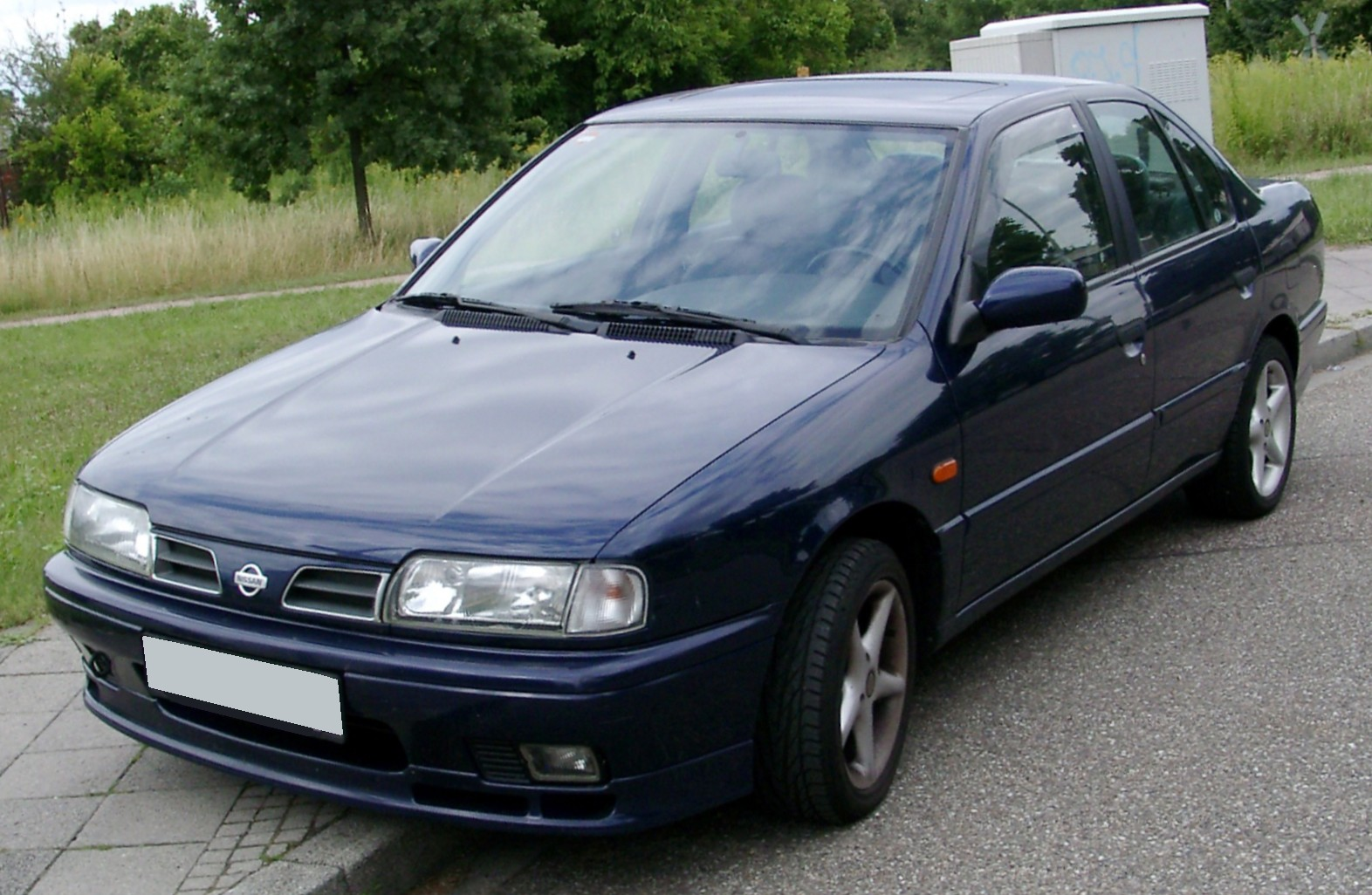
4ドアセダン（欧州仕様）
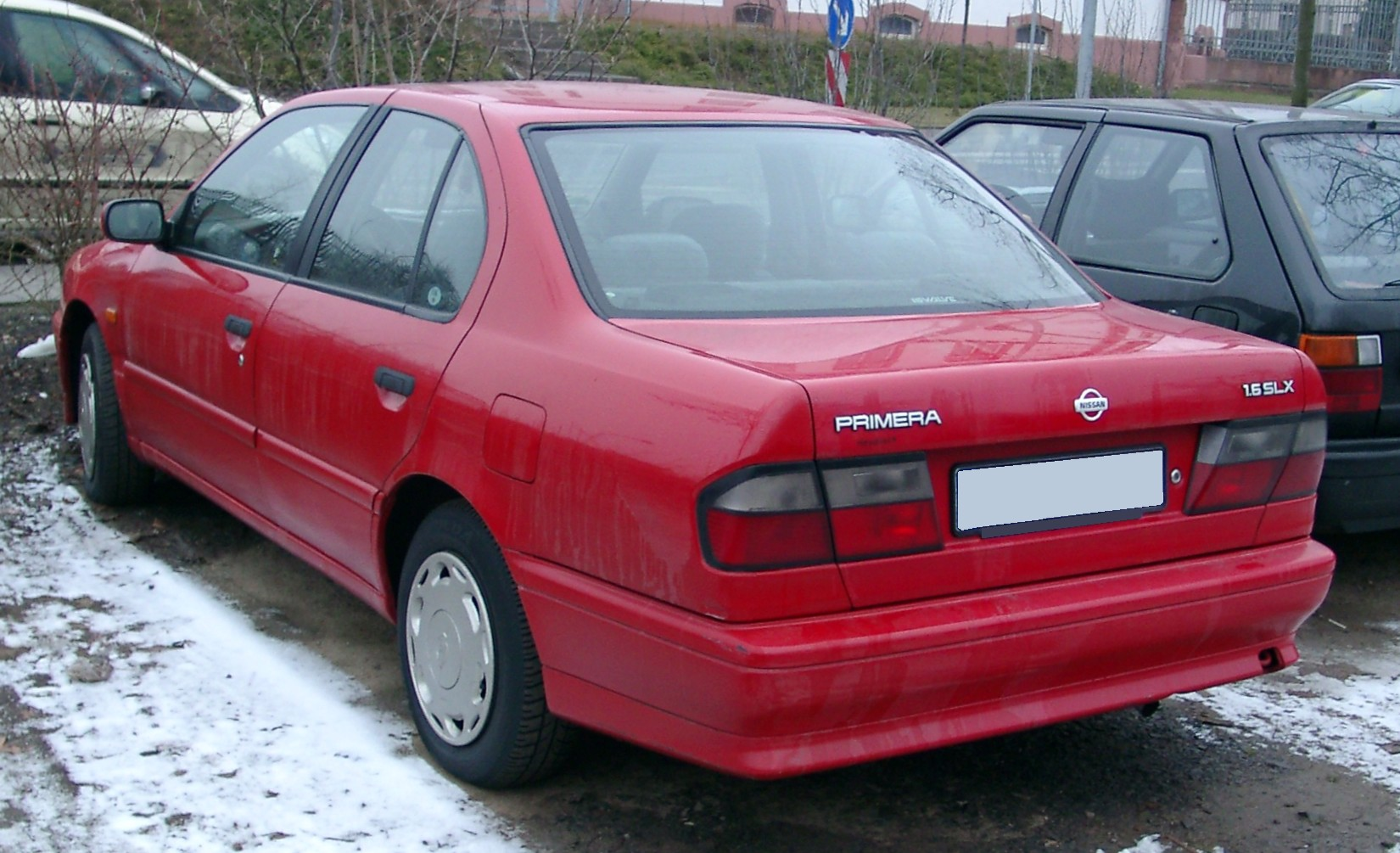
4ドアセダン（リア）
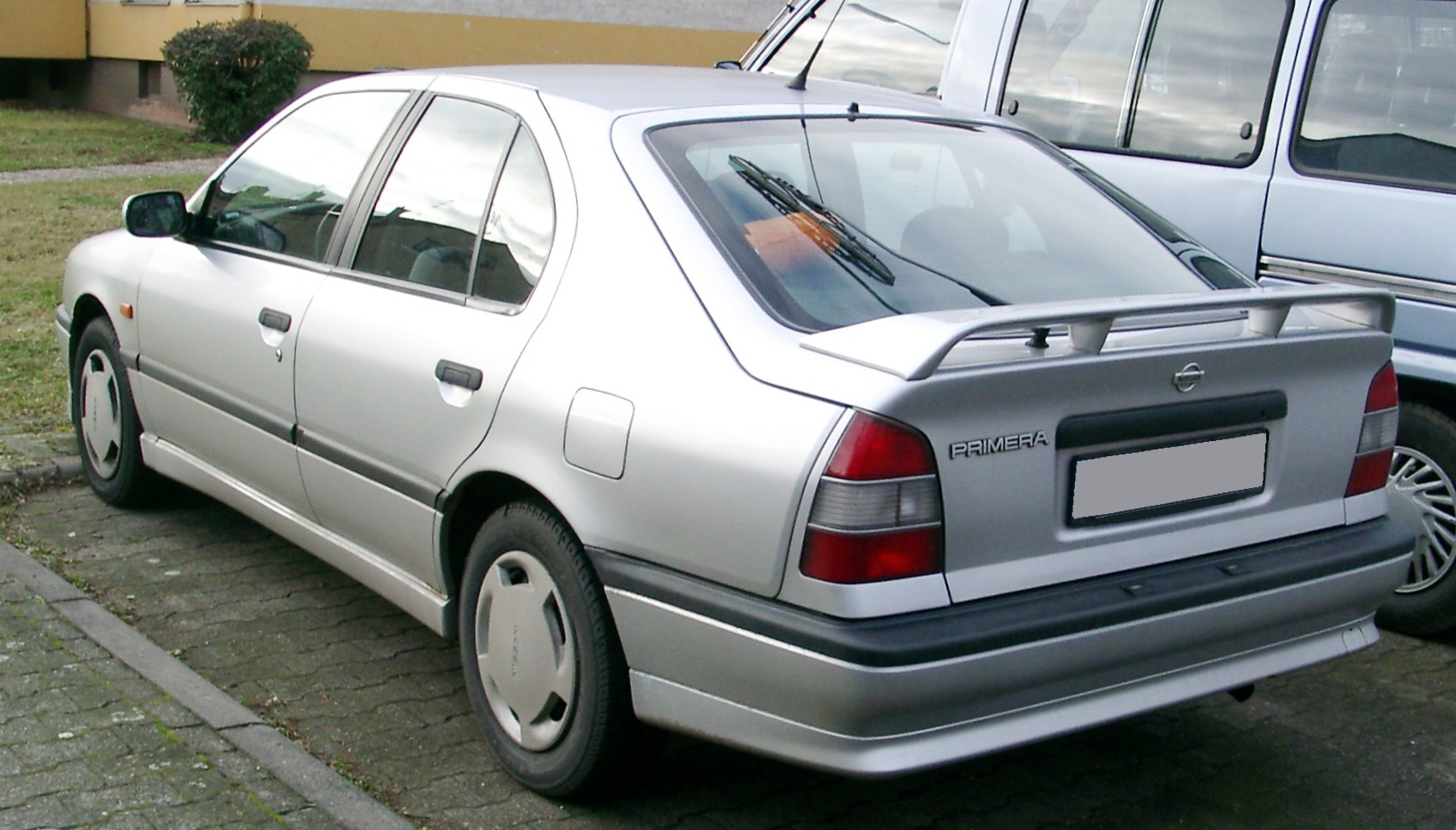
5ドアハッチバック（リア）
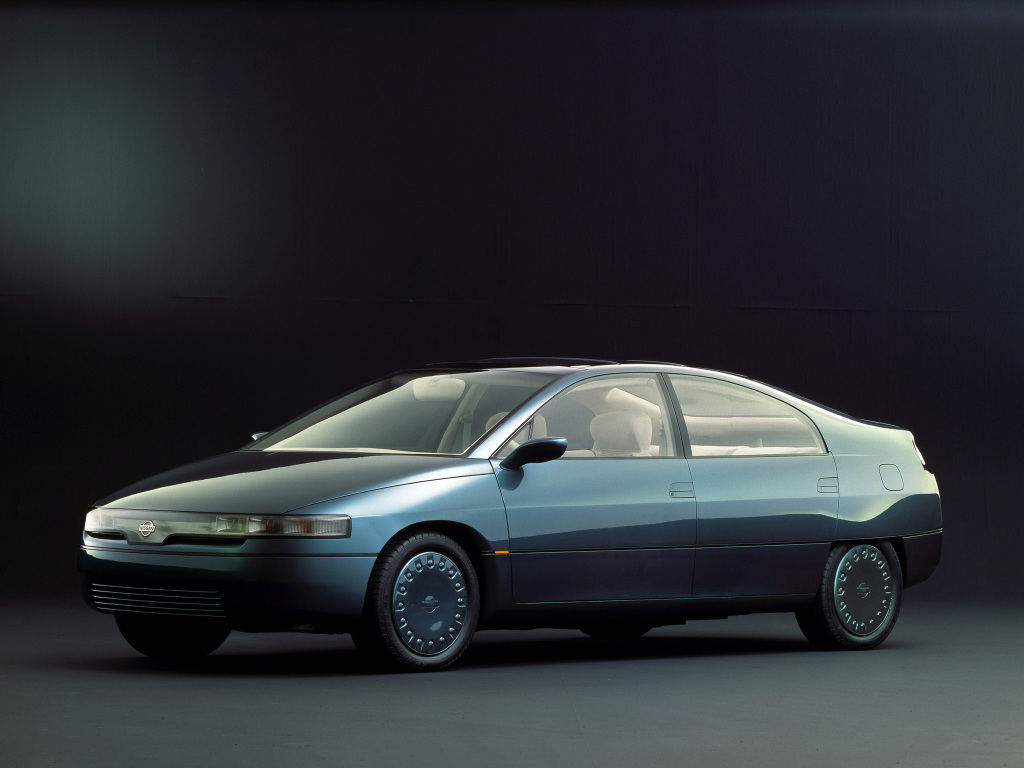
PRIMERA-X（フロント）
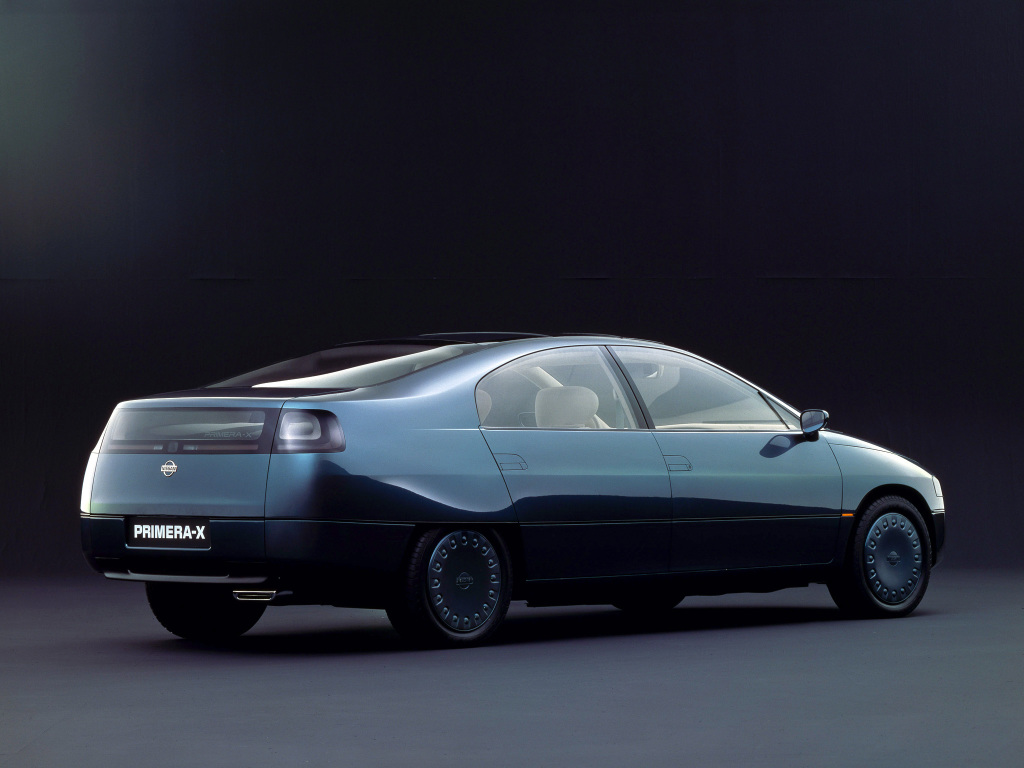
PRIMERA-X（リア）

## 2代目 P11型系（1995年 - 2001年）
2代目ではU14型ブルーバードと基本コンポーネンツが完全に共用となり、安全性能をはじめ各部で大幅な改良が行われた。ボディタイプは日本のデビュー当初4ドアセダンのみ。欧州では5ドアハッチバックもラインアップされ、一部が日本にも輸入された（プリメーラUK 2.0GT）。
リアサスペンションにセフィーロやサニーで使用された車軸式サスペンションであるマルチリンクビームを採用し、ワゴンもサスペンションの共通化が図られた。ただし、4WDのリアサスペンションはドライブシャフトを通す都合から、初代同様のパラレルリンクストラットが継続採用されている。日本仕様のパワートレインは、エンジンおよびトランスミッションともに初代からのキャリーオーバーであるが、エンジンはロッカーアームのカム接触部をローラー化するなど、フリクションの低減と耐久性の向上が図られている。SR20DE型は吸気系に「トルクアップレゾネーター」を採用したことにより、低 - 中回転域のトルクが向上した（後のHyper CVT車には不採用）。
初代の成功を踏まえ、基本的にはキープコンセプトでのモデルチェンジとなった2代目であったが、他社から競合車が登場したこともあり、初代ほどの成功を収めるには至らなかった。
2代目からプリンス店がプリメーラを、姉妹車としてサニー店がプリメーラカミノを販売した。
欧州へは初代に引き続き、英国サンダーランド工場生産車が供給された。また、北米市場へは「G20」としてカミノフェイスのモデルが投入された。
- 1995年9月 発売。
- 1996年2月 特別仕様車「エアロセレクション」を発売。2.0Te / 2.0Tm Sセレクション以外にディーラーオプションのアルティア製エアロフォルムバンパー等装着車を設定。
- 1996年8月 デュアルエアバッグとABSが全車標準装備となる。1.8Ci Sセレクション追加。ABS標準装備に伴い、1.8L車のリヤディスクブレーキ廃止（従来1.8L車はABSとセットオプションでディスクブレーキが選択できた）。
- 1997年1月 特別仕様車「ナビセレクション」を発売。2.0Tm / 1.8Ciにディーラーオプションのバードビューナビゲーションシステムおよび収納型5インチ液晶ディスプレイ等装着車を設定した。同時に1996年2月設定車と同内容の「エアロセレクション」を発売。2.0Te / 2.0Tm Sセレクション / 1.8Ci Sセレクション以外に設定。
- 1997年と1998年に短期間ニュージーランドの南オークランド・WiriにあったNISSAN NEW ZEALANDの工場で4ドアセダンがノックダウン生産されていた。
- 1997年2月 英国生産の5ドアハッチバック（プリメーラUK）を日本で発売。
- 1997年9月 マイナーチェンジ。中期・II型に。ワゴン登場と同時に、4灯ヘッドランプ（C.S.Rハロゲン）等を採用したフェイスリフト。可変バルブタイミング&リフト機構を備えた190PSを発揮する「NEO VVL」採用のSR20VE型エンジンとHyper CVTを組み合わせたスポーツモデル「セダン2.0Te-V」「ワゴン2.0G-V」がラインナップに加わり、「セダン2.0Te」廃止。5ドアUKを除くSR20DE 2WD車にマニュアルモードM6機構を省略したHyper CVTを採用、従来の油圧式4速ロックアップ付オートマチックが廃止される。ワゴンは全車4輪ディスクブレーキを採用[注釈 8]。2.0Lのタイヤサイズが195/60R14から195/60R15に変更された[注釈 9]。
- 1998年1月13日 ワゴンのオーテックバージョン「エアロスポーツ」を発売[16]。2.0G-V / 2.0G-4に専用エアロフォルムバンパー等装着車を設定。
- 1998年9月1日 マイナーチェンジ[17]。後期・III型に。リヤコンビネーションランプの変更の他、キセノンヘッドランプ採用等のフェイスリフト。Hyper CVTとの組み合わせとなるQG18DD型直噴エンジン（NEO Di） 搭載車を設定する[注釈 10]とともに、SR18DEがQG18DEリーンバーン（NEO[注釈 11]） に差し替えられる。SR20DE 2WD車のHyper CVTがNEO VVL車と同じマニュアルモードM6機構付に、また、QG18DE車のATが新開発の電子制御フルレンジE-ATxとなる。2.0L車のアルミホイールが、S14シルビアQ’s後期型・180SX後期型に似たものとなる[注釈 12]。セダン2.0Tm、5ドアUKは廃止となるが、ワゴンのオーテックバージョン「エアロスポーツ」はマイナーチェンジに対応して継続される。セダンのリアシートが、可動式ヘッドレスト付になる[注釈 13]。同月、南アフリカ日産自動車会社にてノックダウン生産を開始し、10月より南アフリカで販売開始。部品供給は英国から受けていた。セダン2.0Tm Lセレクション / ワゴン2.0Gに低排出ガス仕様、ワゴンに2.0G-Sを追加。この時期にUKの生産を終了[18]し、在庫販売体制に入る。
- 1998年12月[19] ハッチバック（UK）の販売終了。
- 1999年4月末 日産販売店網の再編に伴い、カミノセダン、およびカミノワゴン販売終了。
- 1999年12月8日 ワゴンに「ツーリングスター」を追加[20]。2.0G-V / 2.0G / 2.0G-4をベースに、ニュースウェード&カブロンのコンビシート等を装着。また、同グレードのみ、キー一体型ではなく、アクセサリー式別体型リモートエントリーを採用し、メインキーをオーナメント入りのものとした。新色のスパークリングオレンジメタリックをワゴン全車に追加設定。
- 2000年1月24日 ワゴンの特別仕様車「NAVIエディション」を発売（同年3月末までの期間限定販売）[21]。1.8G AT車にメーカーオプションのマルチAVシステムとプライバシーガラス装着車を設定した。
- 2000年6月6日 特別仕様車として、セダン「NAVIエディション」、ワゴン「NAVIエディションII」を発売[22]。セダンは1.8Ci Lセレクション[注釈 14]をベースに、メーカーオプションのマルチAVシステム、フルオートエアコン、リモートエントリー装着車を設定した。ワゴンは2.0G / 2.0G-4 / 1.8G[注釈 14]をベースに、メーカーオプションのマルチAVシステム、アクセサリー式別体型リモートエントリー、プライバシーガラス、アルミホイール[注釈 15]装着車を設定した。欧州仕様モデルP11-144型（英国日産自動車製造会社サンダーランド工場製）は2000年にフェイスリフトを受け、日本向けがP12型系に切り替わった2001年まで生産・販売された。
- 2000年12月[23] 生産終了。在庫対応分のみの販売となる。
- 2001年1月 3代目と入れ替わって販売終了。販売終了前月までの新車登録台数の累計は19万5133台[24]

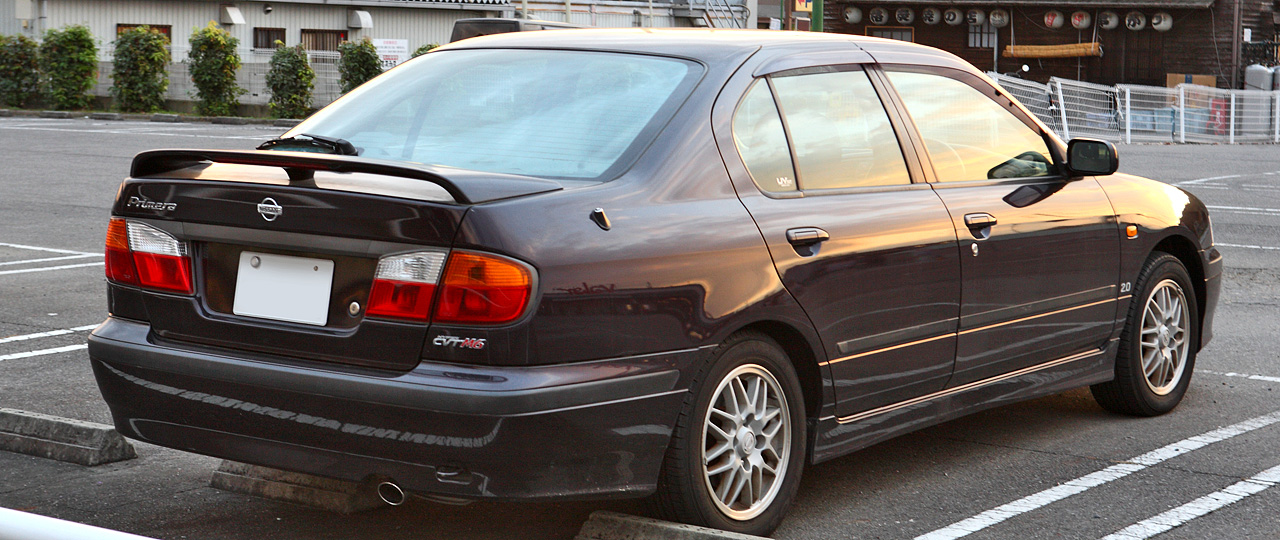
セダン（後期型） 1998年9月 - 2001年1月
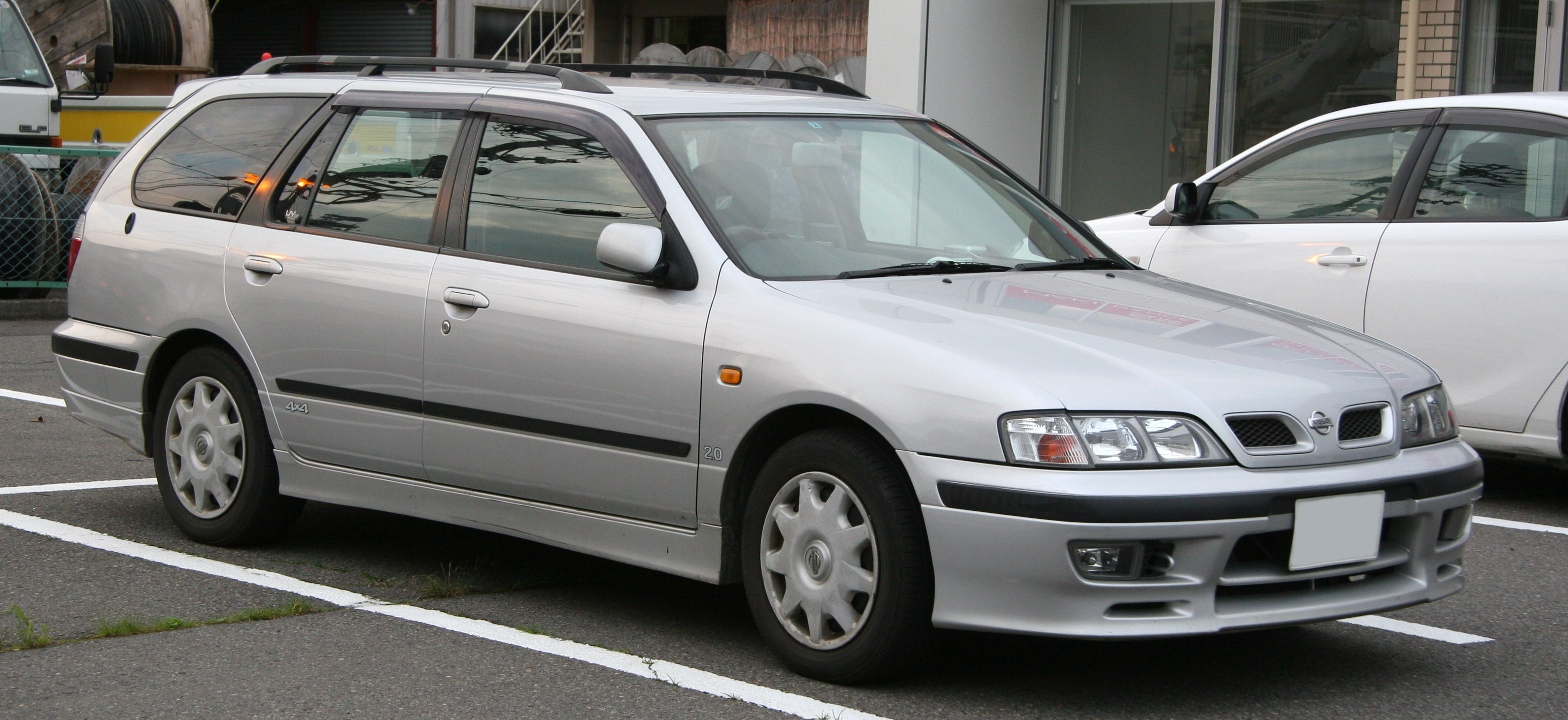
ワゴン
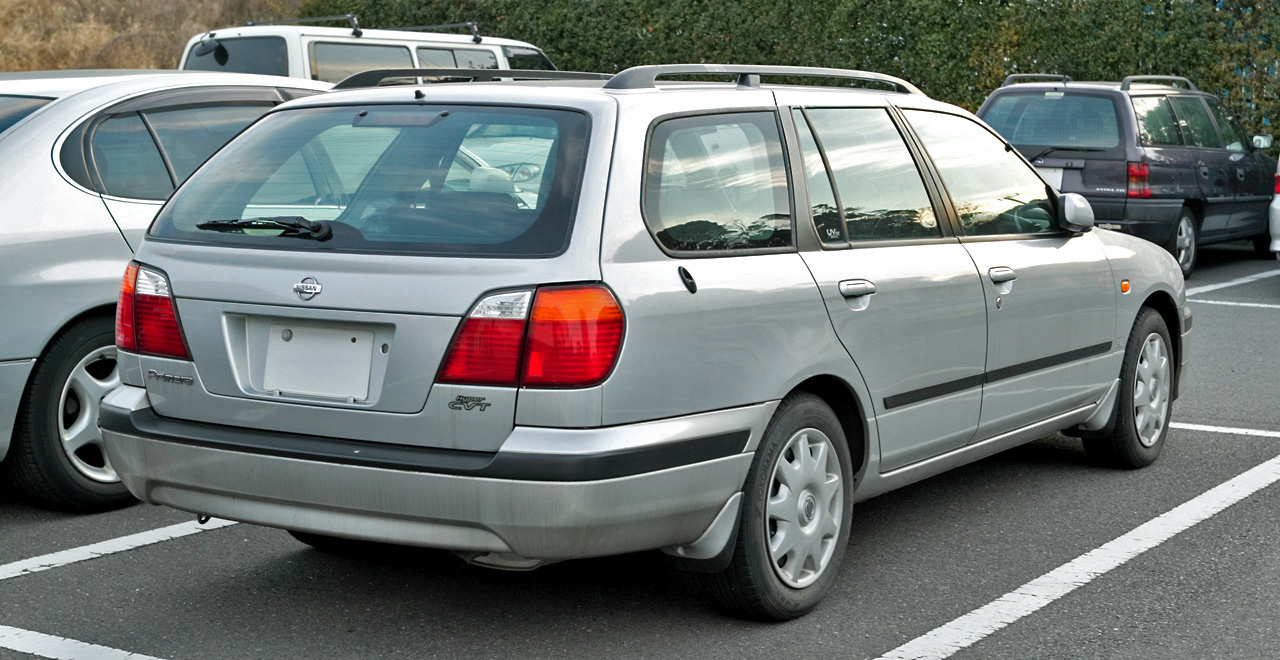
ワゴン リア
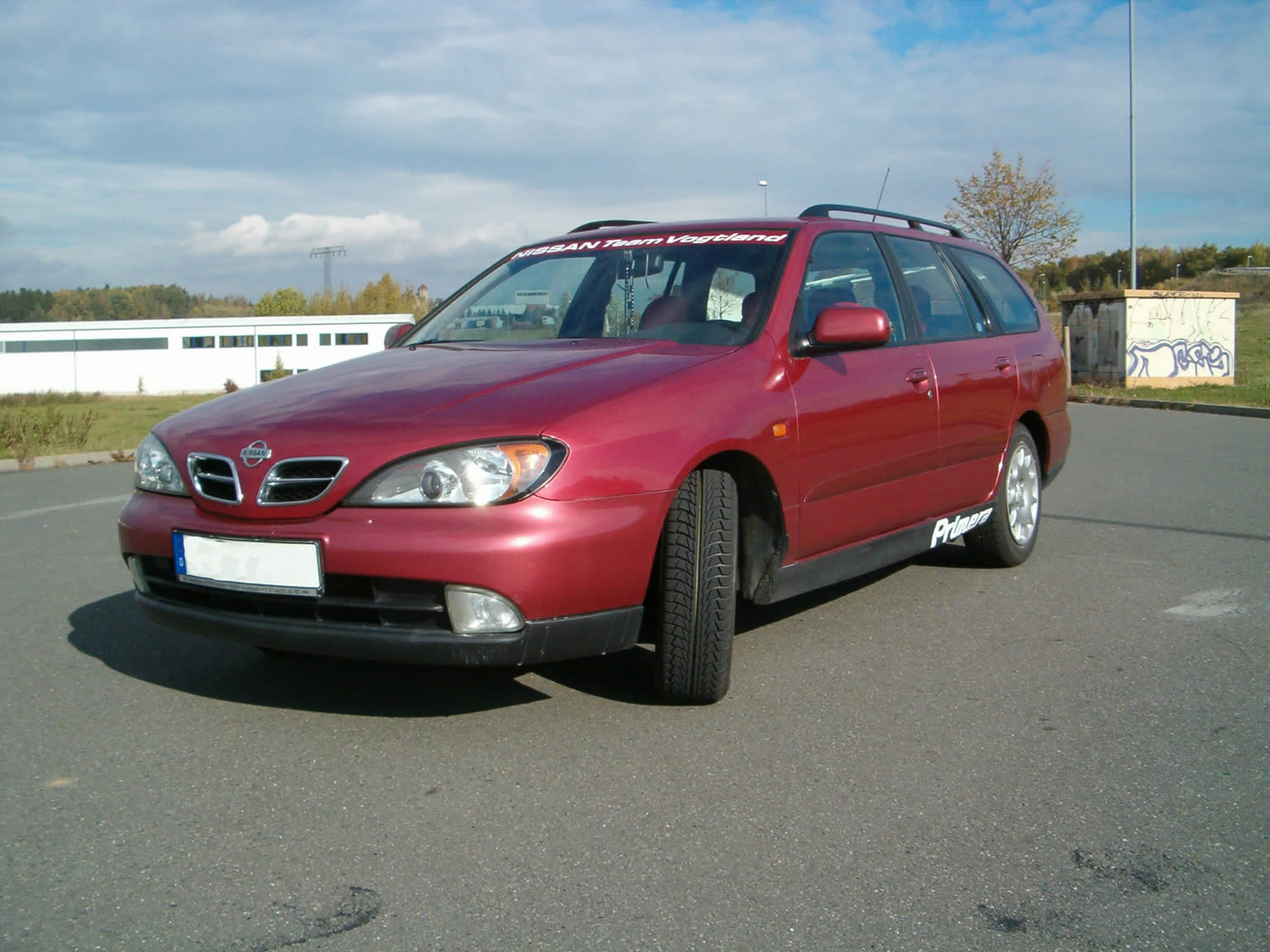
ワゴン（欧州仕様・後期型）
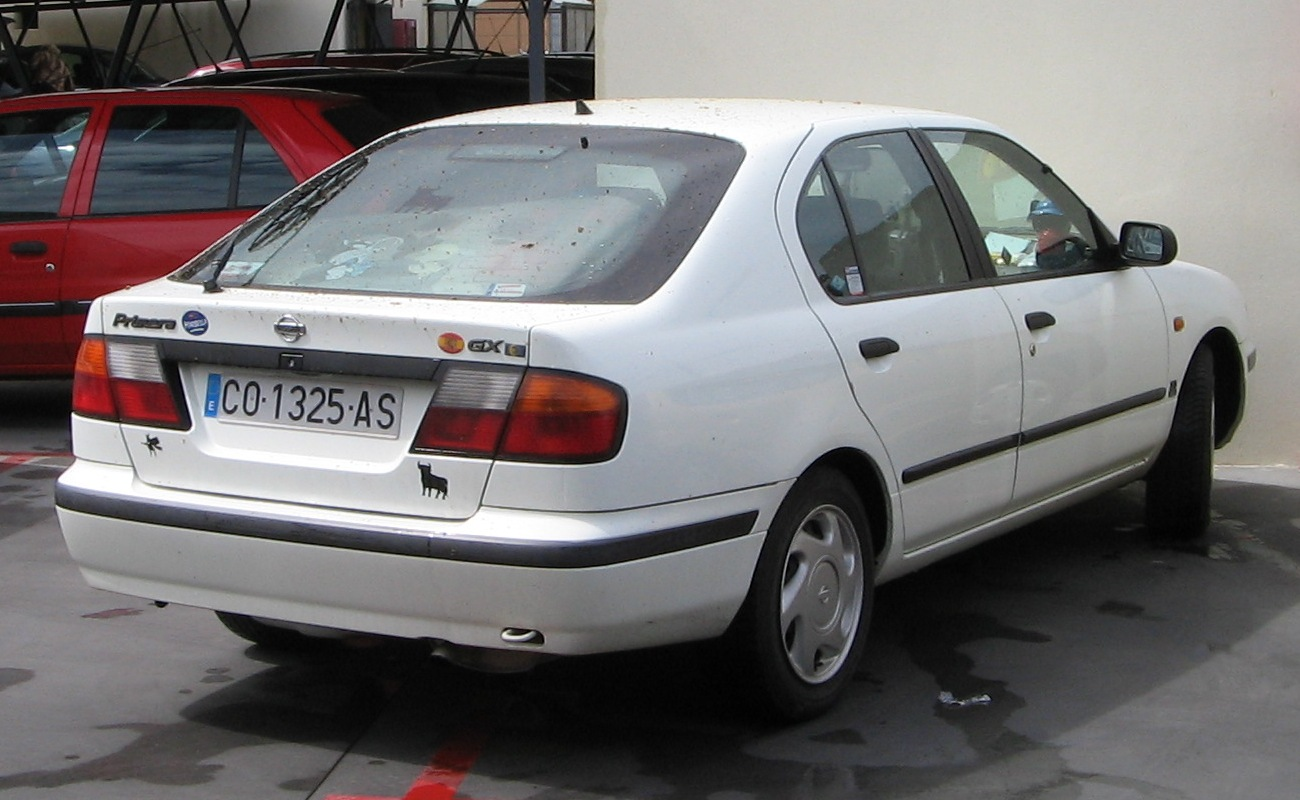
ハッチバック（欧州仕様・前期型） リア
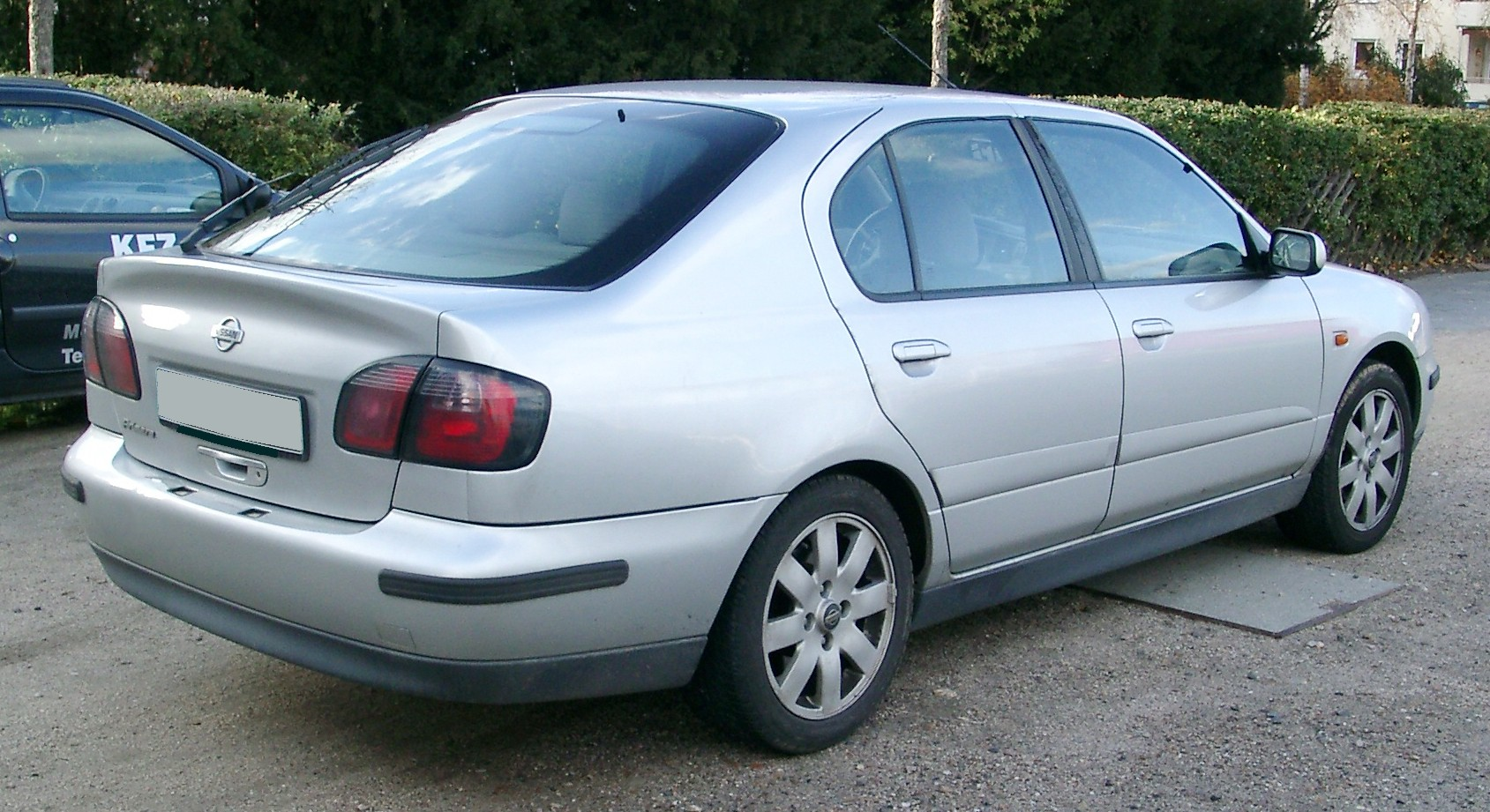
ハッチバック（欧州仕様・後期型） リア

## 3代目 P12型系（2001年 - 2008年）
全長と全幅を拡大して3ナンバーサイズとなり、レッドステージ専売車種ではあったものの、日産を代表するミドルセダンであったブルーバードの車格ポジションに昇格となった。生産は九州工場に移管。
初代、2代目に引き続き日欧をメイン市場として開発された。ボディタイプは4ドアセダンとワゴン、5ドアハッチバック（欧州のみ）で変更ないが、全車3ナンバーとなったことから、ワゴンは前年末に廃止されたセフィーロワゴンの後継としての役割も担う。ただし、3代目では英国製ハッチバックモデルの日本への輸入は行われていない。また、初代と2代目はセダンのみインフィニティ・G20として北米市場で販売されていたが、後継車のG35セダン（日本名：V35型スカイライン）が発売されたことに伴い、3代目は北米市場には導入されていない。
セダンのデザインは日産デザインヨーロッパ デザインスタジオの手によるもので、前進させたキャビンと極めて短いトランクをアーチ型のラインで結んだモノフォルムに近い造形が特徴である。5ドアハッチバックではさらにモノフォルム感が強調されている。特にセダンのスタイリングに対する専門家筋の評価は高く、経済産業省グッドデザイン賞「金賞」やドイツのレッド・ドット・デザイン賞など、数々のデザイン賞を獲得している。細かいところでは、サイドドアが初代・2代目のプレスドアからサッシュドアに変更されており、ドア上縁が屋根に回り込まなくなっている。
デビュー直後の日本仕様車では、2.5L直噴と2.0LのQR型エンジンにそれぞれHyper CVTと4速ATが組み合わされていた。欧州仕様車には2.2LのYD22DDTi型、1.8Lのルノー製F9Q型のターボディーゼルエンジンが搭載されているほか、廉価機種には1.6Lガソリンエンジンを搭載するモデルも存在する。
- 2001年1月30日 フルモデルチェンジ[27]。新車発表は東京都現代美術館で行われ、4WDモデルはワゴンのみ先行発売。オーテックジャパンから運転補助装置を持つモデル「アンシャンテ」も同時発売された。目標月販台数はセダン2,000台、ワゴン3,000台。
- 2001年8月28日 セダン、ワゴンに可変バルブタイミング機構「NEO VVL」付SR20VE型エンジン+6速MTを搭載したモデル、「20V」、「W20V」をそれぞれ追加。同日、セダンの4WD車を発売[28]。
- 2001年9月5日 テレビ/ナビゲーションシステムを装備した新グレード、「20リミテッド」、「W20リミテッド」、「W20リミテッド 4」を発売。
- 2001年10月 セダンモデルが経済産業省グッドデザイン賞「金賞」を受賞。
- 2001年12月 ボディカラーの「ルミナスレッド（ワゴン）」「シリカブレス（セダン）」が2002年度オートカラーアウォードの審査委員特別賞と技術部門賞をそれぞれ受賞。
- 2001年12月19日 オーテックジャパンによってワゴン「ライダー」が追加される[29]。
- 2002年2月6日 セダンにQG18DE型エンジンを搭載する廉価モデル「18C」を追加[30]。
- 2002年3月 英国での生産を開始。
- 2002年5月27日 セダン/ワゴンを一部改良[31]。カーウイングス対応テレビ/ナビゲーションシステム（DVD方式）を設定。さらに、QR20DE型エンジン搭載車のグレード体系を見直し、一部グレードの仕様装備の向上を図った。同日、「20G」、「W20G」をベースに、テレビ/ナビゲーションシステムを標準装備した「NAVIエディション」および、メッシュタイプグリル、16インチアルミロードホイール、本革巻きステアリングなどを装備した「Vエディション」を追加。
- 2002年7月2日 ドイツのレッド・ドット・デザイン賞を受賞[32]。
- 2003年7月8日 セダン/ワゴンをマイナーチェンジ[33]。フロントグリル、バンパーなどの意匠を変更し、内装についても、クロムメッキ、木目調フィニッシャーの採用、新内装色、本革シートなどを設定し、前席アクティブヘッドレストの全車標準装備化を行った。フロント/リヤサスペンションのショックアブソーバー減衰力の最適化、リヤスプリングのばね定数の見直し、ステアリングの油圧特性変更、フリクション低減を行った。同時にスポーツモデルの「20V」、「W20V」が消滅。
- 2005年12月 日本国内での生産・販売を終了。後継車はなくモデル廃止となり、セダンのみブルーバードシルフィに統合される形となった。なお、2005年4月から販売終了まではブルーステージでも取り扱われていた。欧州では引き続き、英国日産サンダーランド工場にて生産・販売が継続される。
- 2007年 ドイツでの販売を終了。翌2008年には生産・販売を完全に終了し､18年の歴史に幕を下ろした。直接の後継車はなく、日産ブランドは、欧州の同クラスにおけるセダンおよびステーションワゴン市場から撤退することとなった。

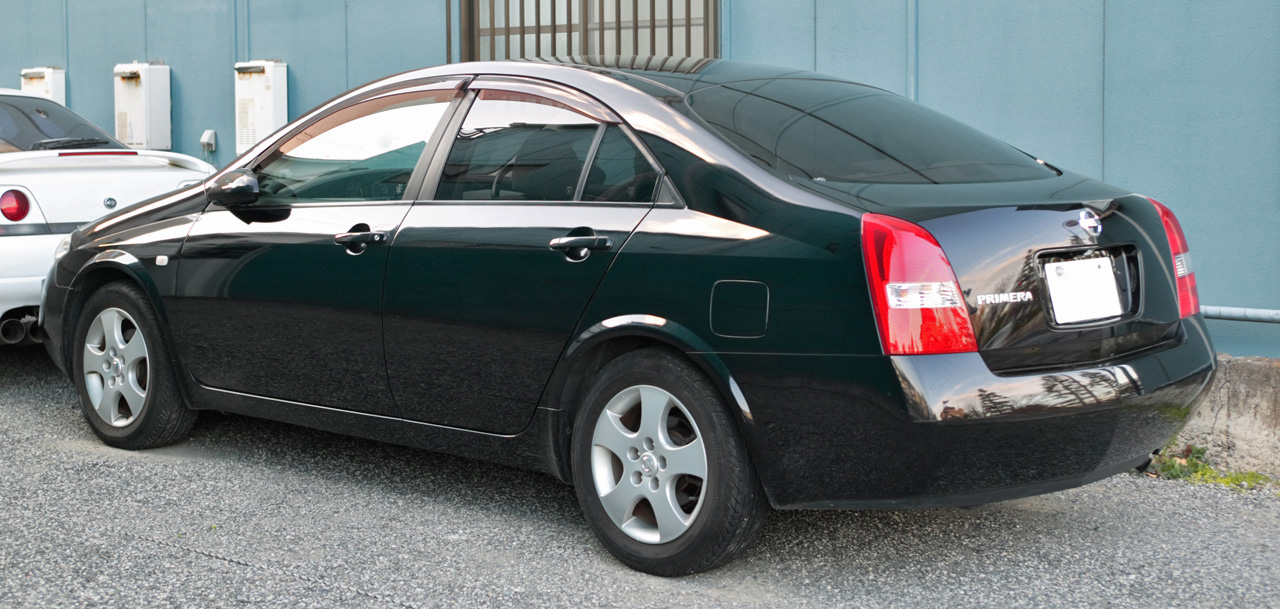
セダン（前期型リア）
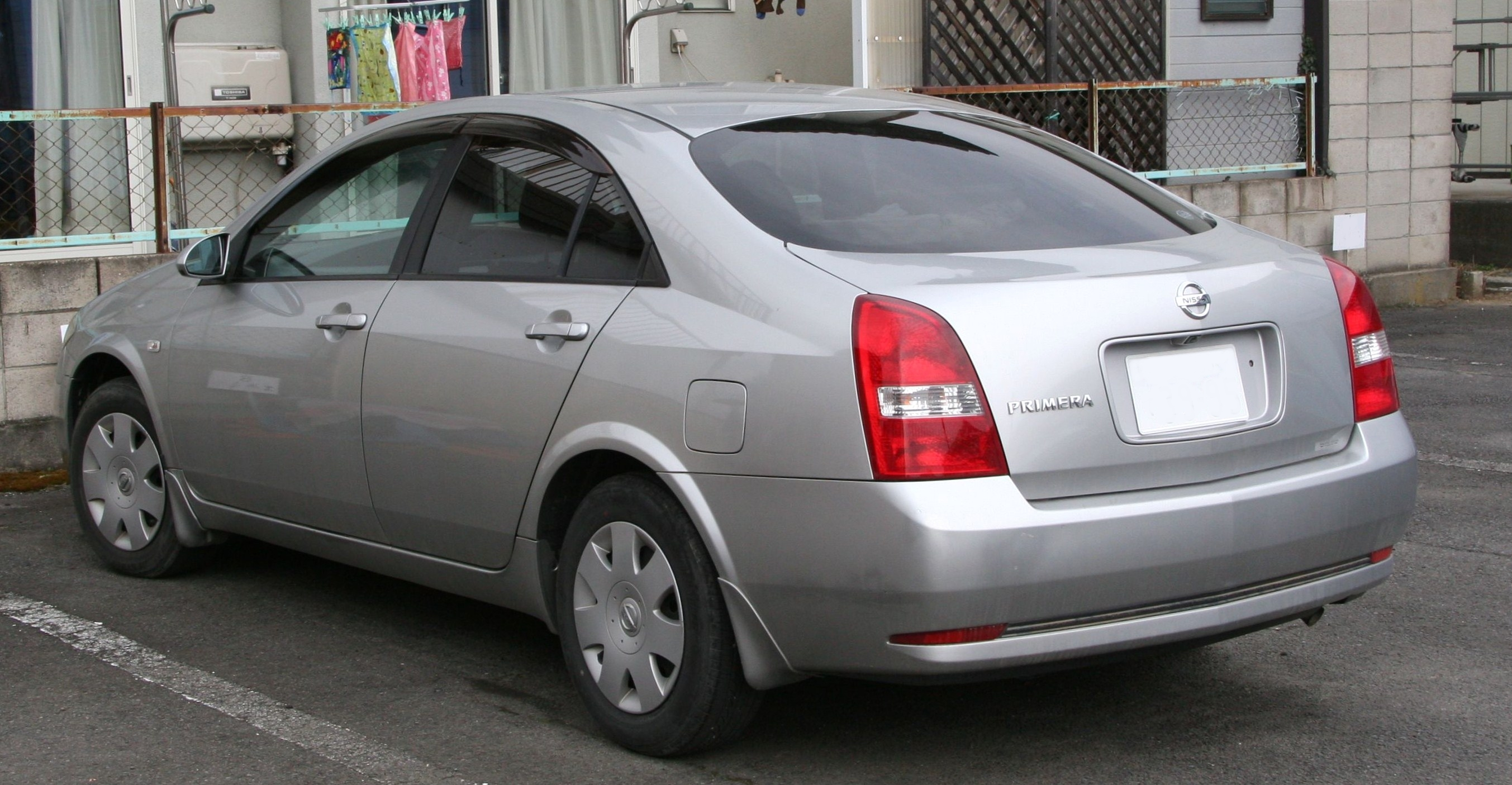
セダン（後期型リア）
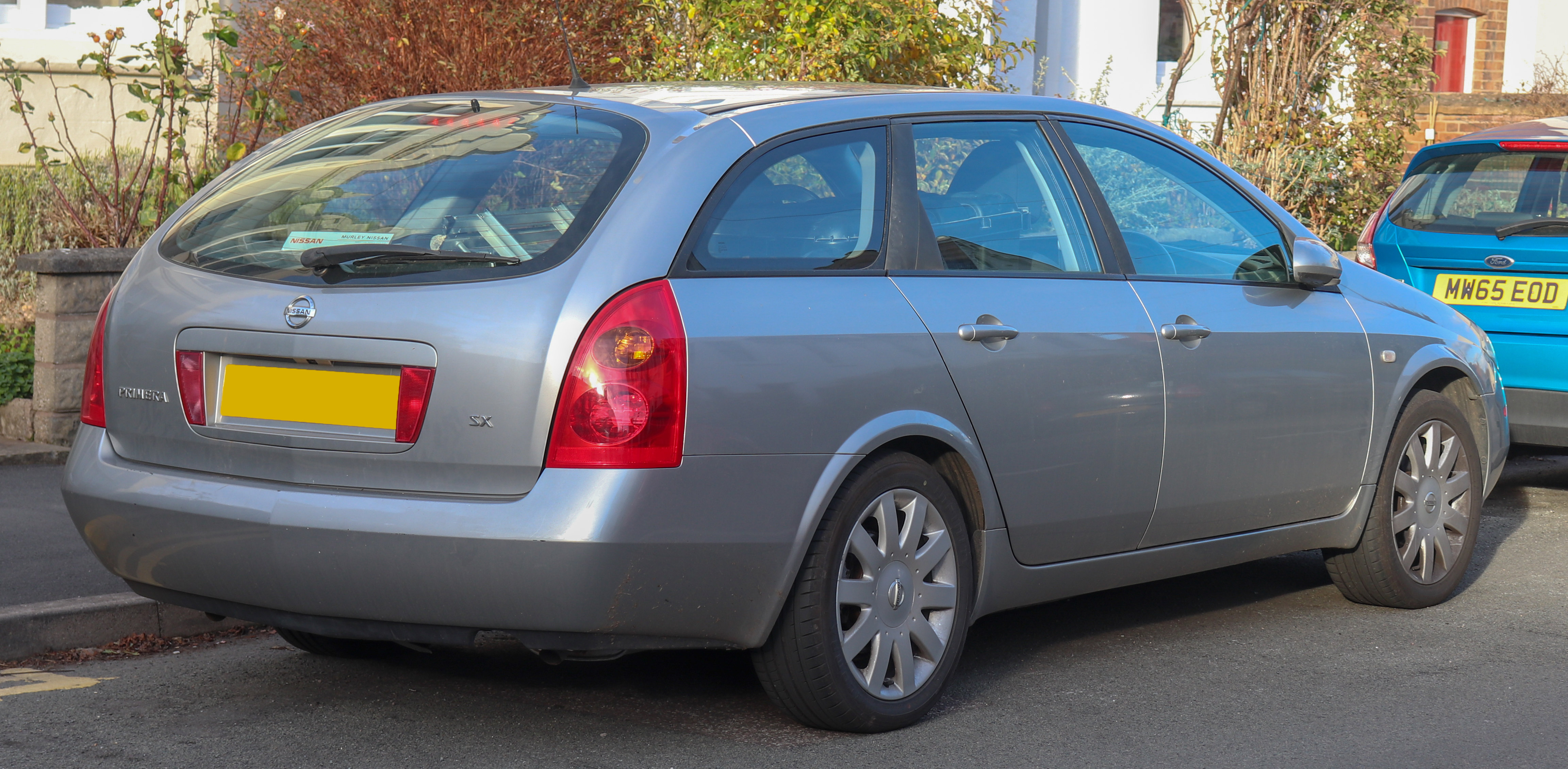
ワゴン（リア）
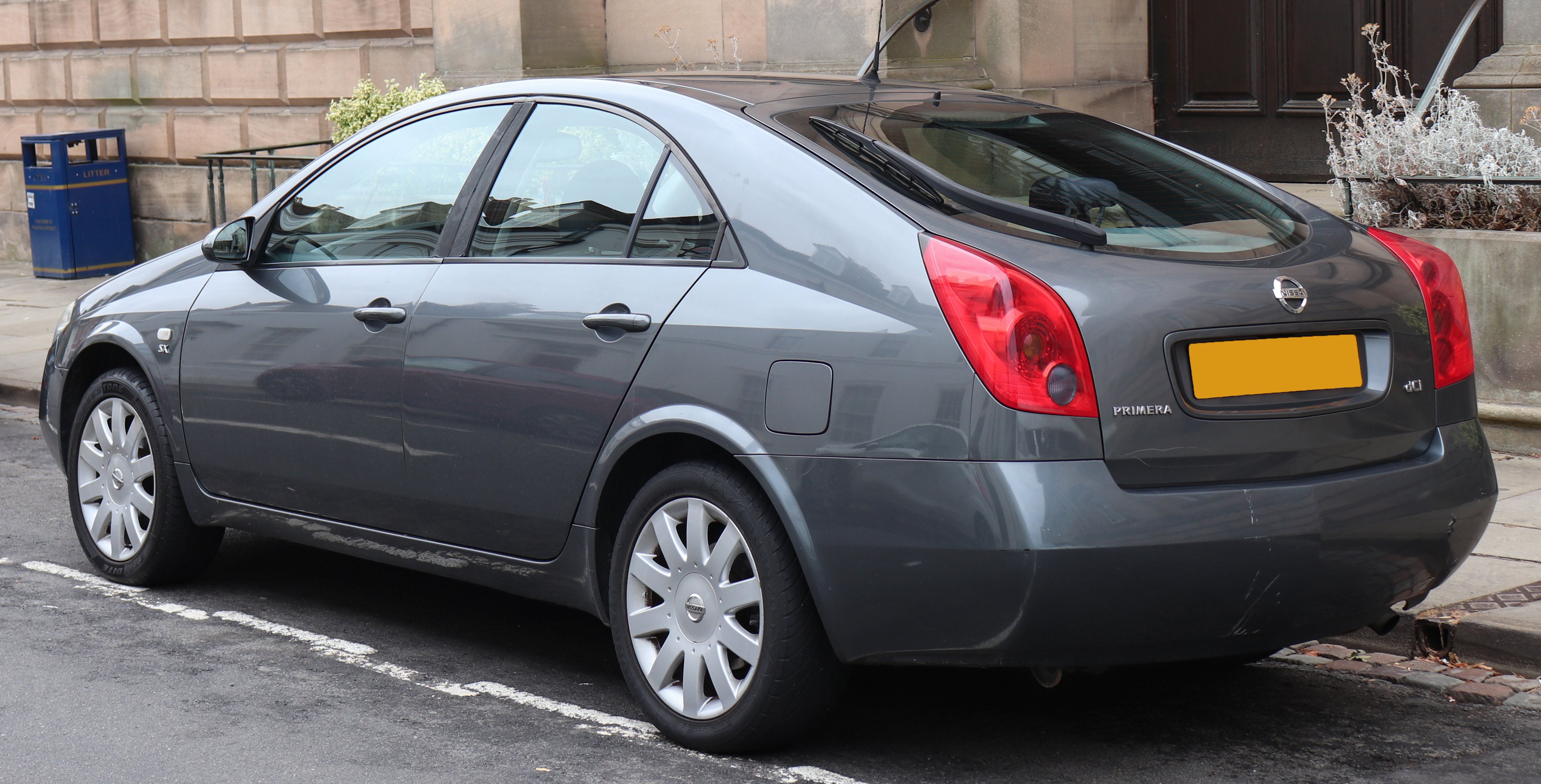
ハッチバック（リア）

## 車名の由来
「第一級の、最高級の」という意のスペイン語に由来する。また「カミノ」は同じく「道」を意味するスペイン語。

## モータースポーツ

### 初代（P10型系）
- 1991年 英国ツーリングカー選手権(BTCC)にヤン・スピードから参戦を開始した。メインスポンサーはカストロール、ボディカラーはブラック、タイヤはヨコハマタイヤ。ドライバーはキース・オドール。まだ当初は1台だけの参戦だったが、シリーズ終盤に2台目が参戦。元F1ドライバーのジュリアン・ベイリーがドライブした。
- 1992年 英国ツーリングカー選手権(BTCC)に2台フル参戦。ドライバーはキース・オドールとアンディ・ミドルハーストだったがシリーズ終盤ミドルハーストに代わりジェームス・ウィーバーがドライブした。この年もカストロールがメインスポンサーでブラックのカラーリングだった。
- 1993年 英国ツーリングカー選手権(BTCC)にヤン・スピードから2台がシーズン通して参戦。メインスポンサーはカストロール、ボディカラーはブラック、タイヤはヨコハマタイヤ。ドライバーはキース・オドールとウィン・パーシーだった。シーズン中盤の第8戦ペンブレイでは追浜の日産自動車スポーツ車両開発センターが仕立てた3台目のプリメーラが参戦。以後、ヤン・レーシングには日産からの技術協力が行われ、戦闘力の強化されたマシンは第9戦シルバーストーンでは1-2フィニッシュを遂げている。

また、イタリアツーリングカー選手権（スーパーツーリズモ）にも1台参戦。元F1ドライバーのイヴァン・カペリがドライブした。
各ツーリングカーシリーズで活躍するドライバーを集めてモンツァで行わた世界ツーリングカーカップにも4台参戦。ドライバーは、キース・オドール、エリック・ヴァン・デ・ポール、イヴァン・カペリ、マーク・スカイフ。
- 1994年 英国ツーリングカー選手権 (BTCC) にヤン・スピードから3台がシーズン通して参戦。メインスポンサーはオールドスパイス、ボディカラーはレッド、タイヤはダンロップ。ドライバーはエリック・ヴァン・デ・ポール、キース・オドール、ティフ・ニーデルの3人だった。

同年から始まった全日本ツーリングカー選手権 (JTCC) にNISMOからエントリーの2台がシーズン開幕からフル参戦。カストロール・プリメーラ（ボディカラーはグリーン）を長谷見昌弘が、カルソニック・プリメーラ（ボディカラーはブルー）を星野一義がそれぞれドライブした。タイヤは2台ともブリヂストン。
1994年10月、富士スピードウェイで行われた最終戦インターTEC・ラウンド17にてカルソニック・プリメーラが優勝。
またJTCCと同じくこの年から始まった、ドイツ・スーパーツーリング選手権 (クラス2ツーリングSTWカップ)に参戦。ドライバーはレイモンド・コロネル、イヴァン・カペリ、ミハエル・バルテルス。バルテルスがレッドブル・リンクで2位に入賞を果たした。　
ドニントンで開催された世界ツーリングカーカップにも3台参戦。ドライバーはキース・オドール、ミハエル・バルテルス、ルイス・ペレス＝サラ。
- 1995年 全日本ツーリングカー選手権 (JTCC) に前年NISMOからエントリーしていた2台で引き続き参戦。NISMO側としては前年途中から参戦したサニーに集中したい意向からユニシアジェックス・プリメーラ（ボディカラーはホワイト/オレンジ）はハセミモータースポーツでのエントリーで長谷見昌弘が、カルソニック・プリメーラ（ボディカラーはブルー）もホシノレーシング（インパル）でエントリーし、星野一義がそれぞれドライブした。タイヤは2台ともブリヂストン。ちなみにユニシア・ジェックスプリメーラは最終戦参戦時のままハセミモータースポーツで保管された後、個人所有され現存する。長谷見がドライブしたプリメーラは最終的に重量配分を考え、BTCCやSTWで使われていたプジョー・406と同様に一番前にミッションがあって、エンジンは中央部に寄せるなどの大改造が施されている。 
1995年11月　富士スピードウェイで行われた最終戦インターTECにてカルソニック・プリメーラがラウンド15で2位。ラウンド16で優勝した。

この年、BTCCへの参戦は一時休止しSTWカップに参戦。ボディカラーはブルー。ドライバーはキース・オドール、イヴァン・カペリ、サッシャ・マーセンの3人。エースのオドールが、終盤のアヴスの第1レースで初優勝を飾るが、続く第2レースで壁に激突。さらに後続車が運転席側に突っ込む大惨事が発生してしまい、死亡してしまう。その後行われた最終戦、チームは欠場している。
同年スペインツーリングカー選手権 (CET)にも2台がフル参戦。メインスポンサーはレプソル。ドライバーはエリック・ヴァン・デ・ポールとルイス・ペレス＝サラの元F1ドライバーコンビ。シーズン終盤にはイヴァン・カペリもスポット参戦している。
同年ポール・リカールで開催された世界ツーリングカーカップにも3台参戦。ドライバーはサッシャ・マーセン、ルイス＝ペレス・サラ、エリック・ヴァン・デ・ポール。
- 1996年 英国ツーリングカー選手権 (BTCC) に復帰。P10型2台がシーズン通して参戦。チーム体制は元ツーリングカーレーサーのアンディ・ロウズ率いるロウズ・スポーツ (ROUSE SPORT) がプライベーターとして参戦した。ボディカラーは青、タイヤは当初ヨコハマタイヤだったが、シーズン途中でタイヤはミシュランに変更された。後半戦からリバース・ヘッドタイプのSR20DEを搭載しており、マシンとしての戦闘力がアップしていた。ドライバーはゲイリー・アイルズとオーウェン・マッコリーだった。ちなみに、このロウズ・スポーツチームのP10系プリメーラは同年、富士スピードウェイで行われたJTCC最終戦・インターTECに試験的にエントリーした（その説があるが実際にはドライバーやカラーリングからしてSTW仕様だと思われる。某書籍でもSTWのマシンを参戦されたと書いてある）。ドライバーは1994年のJTCCでチャンピオン争いをしたアンソニー・レイドで、不調気味だったJTCC仕様P11系をさておいて終始優勝争いを演じている。この結果を重く見たNISMOが、翌1997年型JTCC用マシンへのリバース・ヘッドタイプエンジンの採用を決めたと言われている。

またこの年は、前年に続きSTWカップに参戦。ドライバーはカペリ、マーセンの二人が継続。そして亡くなったオドールに代え、アンソニー・レイドが参戦した。成績は芳しくなかったが、ザルツブルクリンクでレイドが2レースとも3位入賞を果たしている。
スペインツーリングカー選手権にも引き続き、エリック・ヴァン・デ・ポールとルイス・ペレス＝サラがフル参戦。メインスポンサーは前年と同じくレプソル。年間合計4勝する好成績を残し、ドライバーランキングはルイスが3位に入り、エリックも5位となった。この年もイヴァン・カペリが終盤にスポット参戦した。
- 1997年 オーストラリア・スーパーツーリング選手権 に現地のプライベーターチームより参戦。ドライバーはスティーブン・リチャーズ。車体色はホワイト。

STWカップではこれまでチーム運営をしていたBMSスクーデリア・イタリアから82年のF1ワールドチャンピオンケケ・ロズベルグ率いるチーム・ロズベルグが引き継ぐ形で、2台がシーズンを通して参戦。ドライバーは残留するサッシャ・マーセンとSTWから前年度限りで撤退したフォードから加入したローランド・アッシュ。同年アッシュがドライブしたプリメーラはホッケンハイムリンクの博物館にて保存されている。前年スペインツーリングカー選手権に参戦していたマシンが中央ヨーロッパツーリングカー選手権に参戦。ヴァクラヴ・ベルビッドのドライブにより年間ドライバーランキング2位を獲得した。この他、翌年P10系プリメーラはアダルベルト・ジャルディムのドライブで南米ツーリングカー選手権にも参戦した。

### 2代目（P11型系）

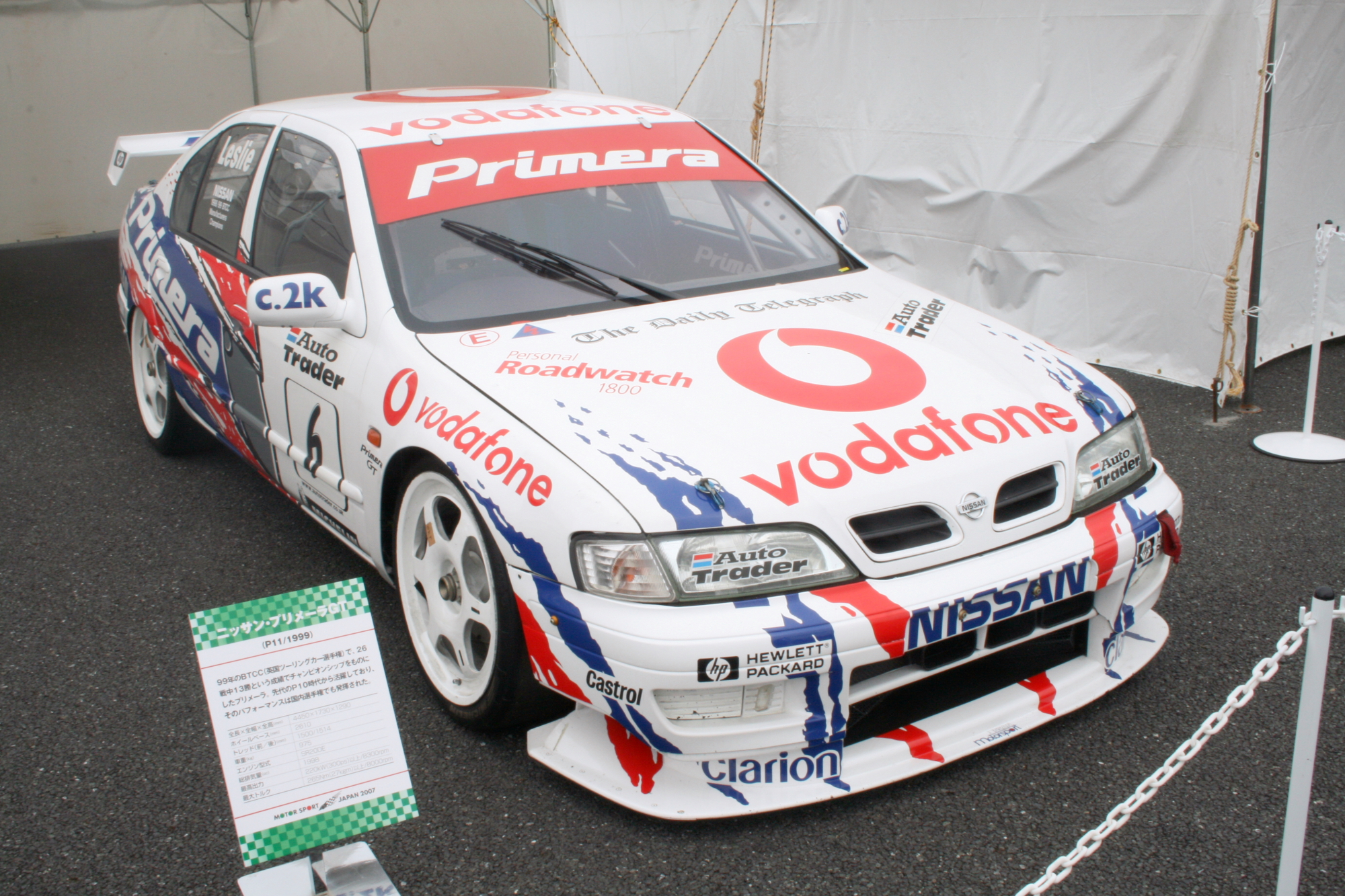
プリメーラGT
英国ツーリングカー選手権 出場車

- 1996年 全日本ツーリングカー選手権 (JTCC) に2台がフル参戦。NISMOからエントリーのユニシアジェックス・プリメーラカミノ（ボディカラーはホワイト/オレンジ）を影山正彦が、チーム・インパルからエントリーのカルソニック・プリメーラ（ボディカラーはブルー）を星野一義がそれぞれドライブした。また、シーズン途中でNISMOからエントリーのザナヴィ・サニーの本山哲がマシンをプリメーラカミノにスイッチ。ザナヴィ・プリメーラカミノ（ボディカラーはシルバー/ブルー）としてシーズン終了まで参戦した。タイヤは影山、星野がブリヂストン、本山がミシュラン。なお、リヤサスペンションは市販FFモデルのマルチリンクビーム式ではなく、4WD用のストラット式を使用している
- 1996年7月、JTCC第4戦美称スーパーツーリングカー・ラウンド7にて優勝。ちなみに、同年のJTCC仕様ユニシアジェックス・プリメーラカミノはその後某所にて保管され、現在は日産の座間事業所内にある座間記念車庫に保管されている。
- 1997年 英国ツーリングカー選手権 (BTCC) にNME/RMLのエントリーで2台がフル参戦。BTCC用マシンはこの年からP11系にスイッチした。チーム体制はニッサン・モータースポーツ・ヨーロッパ (NME) とレイ・マロック・リミテッド (RML) がジョイントしたものに変更。エンジン開発をジャッドが行った。メインスポンサーはボーダフォン。シーズン前半までは大文字Vのロゴに大文字でVODAFONEと書かれていたが、シーズン途中のノックヒルから日本でもお馴染のロゴになった。ボディカラーはその後1999年まで続くホワイトにヘルメットをイメージしたスプラッシュが入ったもの（この年は、青、赤の他に黄、緑のスプラッシュがペイントされていた）。タイヤはミシュラン。ドライバーはアンソニー・レイドとデイビッド・レズリーを起用した。この年の全日本ツーリングカー選手権 (JTCC) には2台がフル参戦。マシン製作はBTCCと同様RMLが担当。NISMOからエントリーのザナヴィ・プリメーラカミノ（ボディカラーはシルバー/ブルー）を本山哲が、チーム・インパルからエントリーのカルソニック・プリメーラ（ボディカラーはブルー）を星野一義がそれぞれドライブした。タイヤは2台ともブリヂストン。ちなみに、この年JTCCは車両規定が変わり、オーバーフェンダー装着が可能となるなど、BTCCマシンとは異なるモディファイが施された。
- 1997年5月、JTCC第3戦菅生スーパーツーリングカー ラウンド6にて優勝。
- 1997年11月、JTCC最終戦インターTEC ラウンド16にて優勝。なお、日産はJTCCからはこの年をもって撤退している（JTCCも翌年をもってシリーズが消滅した）。同年、前年型JTCC仕様のレースカーが東南アジア・ツーリングカー・ゾーン・チャレンジ (SEATCZC) に地元チームの手で参戦した。ちなみに、同年のJTCC仕様ザナヴィ・プリメーラカミノはその後某所にて保管され、現在は日産の座間事業所内にある座間記念車庫に保管されている。

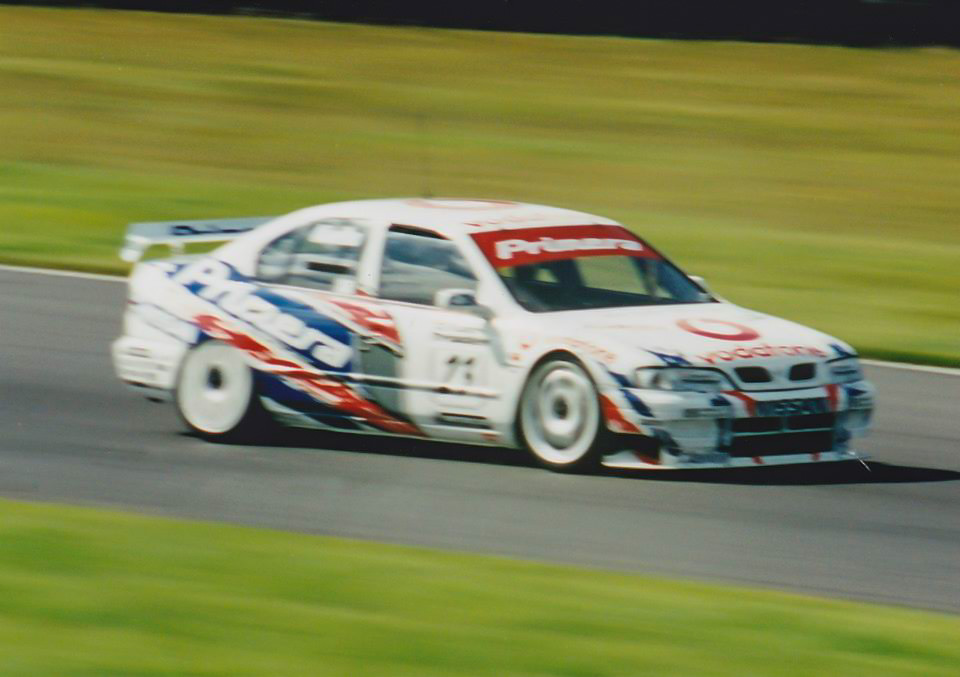
ローレン・アイエロドライブの1999BTCCプリメーラ。チャンピオンを獲得した。

- 1998年 英国ツーリングカー選手権 (BTCC) にNME/RMLのエントリーでフル参戦。メインスポンサーはボーダフォン、タイヤはミシュラン。ドライバーは前年に引き続きアンソニー・レイドとデイビッド・レズリー。シリーズ全26戦中、年間最多勝となる通算9勝、年間最多表彰台（のべ22回）、年間最多ポールポジション（14回）と好成績を残し、最終戦を待たずにBTCC史上初の日本車によるシリーズチャンピオン（チームタイトル）を獲得。最終的にはマニュファクチャラーズと合わせて2冠を達成した（ちなみにドライバーズランキングはリード2位、レズリー6位）。同年、BTCC仕様のレースカーが東南アジア・ツーリングカー・ゾーン・チャレンジ (SEATCZC) に地元チームの手で参戦し、ドライバーのカシカム・スプホットが年間ドライバーズランキング2位を獲得。また、マカオ・ギア・レースとの混走となった最終戦では総合4位完走を果たした。このマシンはのちに日本に戻り、現在は日産の座間事業所内にある座間記念車庫に保管されている。同年、STWカップにチーム・ロズベルグからフル参戦した。ドライバーはローランド・アッシュとミハエル・クルム。青ベースのBTCCとは逆のカラーリングとなった。第3戦のニュルブルクリンクでアッシュが1995年以来の優勝を遂げている。同年、スウェーデンツーリングカー選手権 (STCC) にエイエ・エリジュ率いるエルグ・モータースポーツよりフル参戦した。マシンはP10。ドライバーはカール・ローゼンブラッド。ローレン・アイエロドライブの1999BTCCプリメーラ。チャンピオンを獲得した。・1999年 英国ツーリングカー選手権 (BTCC) にNME/RMLのエントリーでフル参戦。メインスポンサーはボーダフォン、タイヤはミシュラン。ドライバーは「優勝請負人」ローレン・アイエロと残留したデイビッド・レズリー。この年のBTCC仕様プリメーラの強さは際立っており、最終戦シルバーストーンまでアイエロとレズリーでドライバーズタイトルを争うことになった。結果アイエロがドライバーズを制し、最終的にはドライバー、チーム、マニュファクチャラーズの3タイトルを獲得。また、前年型をドライブしたチーム・ダイナミクスのマット・ニールもベストプライベーターに選ばれインディペンデント・クラスを制覇し、BTCCのタイトルを総なめするに至った。NMEワークスとしてはBTCCはこの年で撤退した。ちなみにこの1999年仕様のマシンは現在は日産の座間事業所内にある座間記念車庫に保管されているが、タイトルを獲得した実車ではなくレプリカだと思われる。種車は不明で1998年仕様を1999ルックにしてある説がある。そのためかリアスポイラーは98仕様である。またヘッドライトも何故かシーズン中には付けていなかった（ナイトレースは除く）ヨーロッパ仕様の4灯式になっており印象が異なる（シーズン中は日本と同様の仕様だった）実車は現在もイギリスにあり、グッドウッド・フェスティバル・オブ・スピードに毎年出場している。カラーリングもリアのスポンサーロゴの配置やサイドのチャンピオンの文字などからこちらが実車だと分かる。同年、スウェーデンツーリングカー選手権 (STCC) にフル参戦し、チームタイトルを獲得している。マシンは1998年仕様BTCC8号車と南アフリカツーリングカー選手権出場車のリースによるもの。メインスポンサーは、ガレージシャッター会社のCrawford。カラーリングは白をベースにボンネットの両端に赤と青のスプラッシュが控えめにペイントされ、サイドにはBTCCやSTWより小さめにヘルメットをイメージしたスプラッシュが書かれている。
- 2000年 スウェーデンツーリングカー選手権 (STCC) にフル参戦し、ベースマシーンがP11-144になった。スポンサーは昨年に引き続きCrawford。トミー・ラスタットとカール・ローゼンブラッドがドライブする。チームタイトルを獲得し、ラスタットが初のドライバーズタイトルを獲得。同年、南アフリカツーリングカー選手権に参戦し、ドライバーズタイトルをジニエル・ド・ヴィリエが獲得。マニュファクチャラーズタイトルとの2冠を達成。同年、BTCCにはチーム・ダイナミクスのマット・ニールに前年型を供給。しかし、エクステリアが欧州仕様・後期型（P11-144）に置き換えられていた。そして戦闘力を増したプリメーラとマット・ニールは前年に引き続きインディペンデント・クラスを制覇。この年は、デンマークツーリングカー選手権(DTC)にも2台参戦。ドライバーはジョン・ニールセンとソーキルド・サイリング。ドライバーランキングはニールセン2位、サリングは6位だった。
- 2001年 スウェーデンツーリングカー選手権 (STCC) に前年に引き続きフル参戦。ドライバーはカール・ローゼンブラッドとトーマス・ニストロムの2人だった。同年、FIAヨーロッパ・ツーリングカー選手権にフル参戦。マット・ニールが最終戦のエストリル・サーキットで優勝した。また、サンドロ・サルデルイがアマチュア部門のドライバータイトルを獲得し、ドライバーズランキングでも5位となっている。